# Haardtrand – Unterhalb der Madenburg
Das Naturschutzgebiet Haardtrand – Unterhalb der Madenburg liegt auf dem Gebiet des Landkreises Südliche Weinstraße in Rheinland-Pfalz.
Das 25,27 ha große Gebiet, das mit Verordnung vom 14. Januar 1991 unter Naturschutz gestellt wurde, erstreckt sich südwestlich der Ortsgemeinde Eschbach. Direkt am östlichen Rand des Gebietes führt die Landesstraße 508 vorbei, südlich verläuft die B 48 und fließt der Kaiserbach. Westlich erhebt sich die Burgruine Madenburg, eine der größten und ältesten Burganlagen der Pfalz.